# Tiberio Carafa y Carafa Orsini
Tiberio Carafa y Carafa Orsini (o Tiberio Carrafa) (segle xvii-segle xviii) militar sicilià al servei de Felip V durant la Guerra de Successió Espanyola. Tinent General dels Reials Exèrcits de Felip V, cavaller de l'Orde de San Genaro i Gentilhombe de cambra. Era fill de Doménico Marzio Carafa, duc de Maddaloni i marquès d'Arienzo, i d'Emilia Carafa Orsini, filla del duc d'Andria. Nomenat brigadier el 1706, el 1711 esdevingué governador militar de Girona, després corregidor, i el 1718 governador militar de Tarragona.